# Wiktoria Keller
Wiktoria Keller (ur. 18 maja 2000) – polska koszykarka grająca na pozycji niskiej skrzydłowej. 
W sezonie 2022/2023 zawodniczka polskiego klubu Basket Ligi Kobiet – AZS AJP Gorzów Wielkopolski.

## Osiągnięcia
Stan na 13 kwietnia 2023
Drużynowe
- Wicemistrzyni Polski (2019)
- Brązowa medalistka mistrzostw Polski (2020, 2023[2])
- Finalistka Pucharu Polski (2023)